# Frank Melton

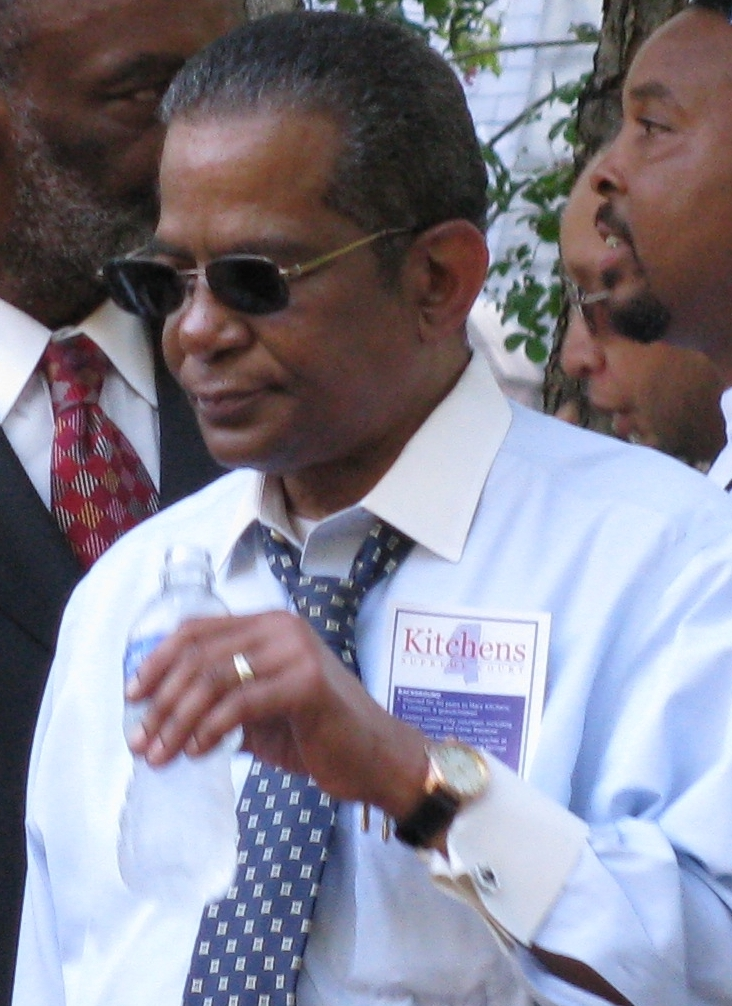
Frank Melton

Frank Melton foi entre 2005 a 2009 prefeito da cidade de Jackson (Mississippi), Estados Unidos da América, faleceu no cargo de prefeito em 2009.  Ele causou uma grande controvérsia pelas suas ações policiais para diminuir o problema de crime na cidade.